# 국립민속박물관
국립민속박물관(國立民俗博物館, 영어: National Folk Museum of Korea)은 한민족과 세계 각국의 생활양식·풍속 및 관습과 이에 사용된 도구 및 자료의 수집·보존·조사·연구·전시·교육 및 교류에 관한 사무를 관장하는 대한민국 문화체육관광부의 소속기관이다. 1992년 10월 30일 발족하였으며, 본관은 서울특별시 종로구 삼청로 37에, 파주관은 경기도 파주시 탄현면 헤이리로 30에 위치하고 있다. 관장은 고위공무원단 나등급에 속하는 학예연구관으로 보한다.
국립민속박물관 본관 건물은 건축가 강봉진이 설계한 것으로, 법주사 팔상전, 금산사 미륵전, 화엄사 각황전 등 한국 전통 건축물들의 모습을 본따 만들어졌다.
국립민속박물관 파주관은 개방형 수장고 형태의 박물관으로 2021년 7월 23일 개관하였다.
'민속에 상상력을 더하는 K-Culture 박물관'이라는 비전을 가지고 있으며, 공감, 창의, 탐구, 혁신이라는 4가지 핵심 가치를 지닌다. 2026년 전략 목표는 '민속문화의 상상력 확대', '민속문화의 연결과 확장', '민속문화의 탐구와 활용', '민속문화의 미래가치 창출' 4개이다. 

## 설치 근거
- 「박물관 및 미술관 진흥법」 제10조제2항[3]

## 연혁

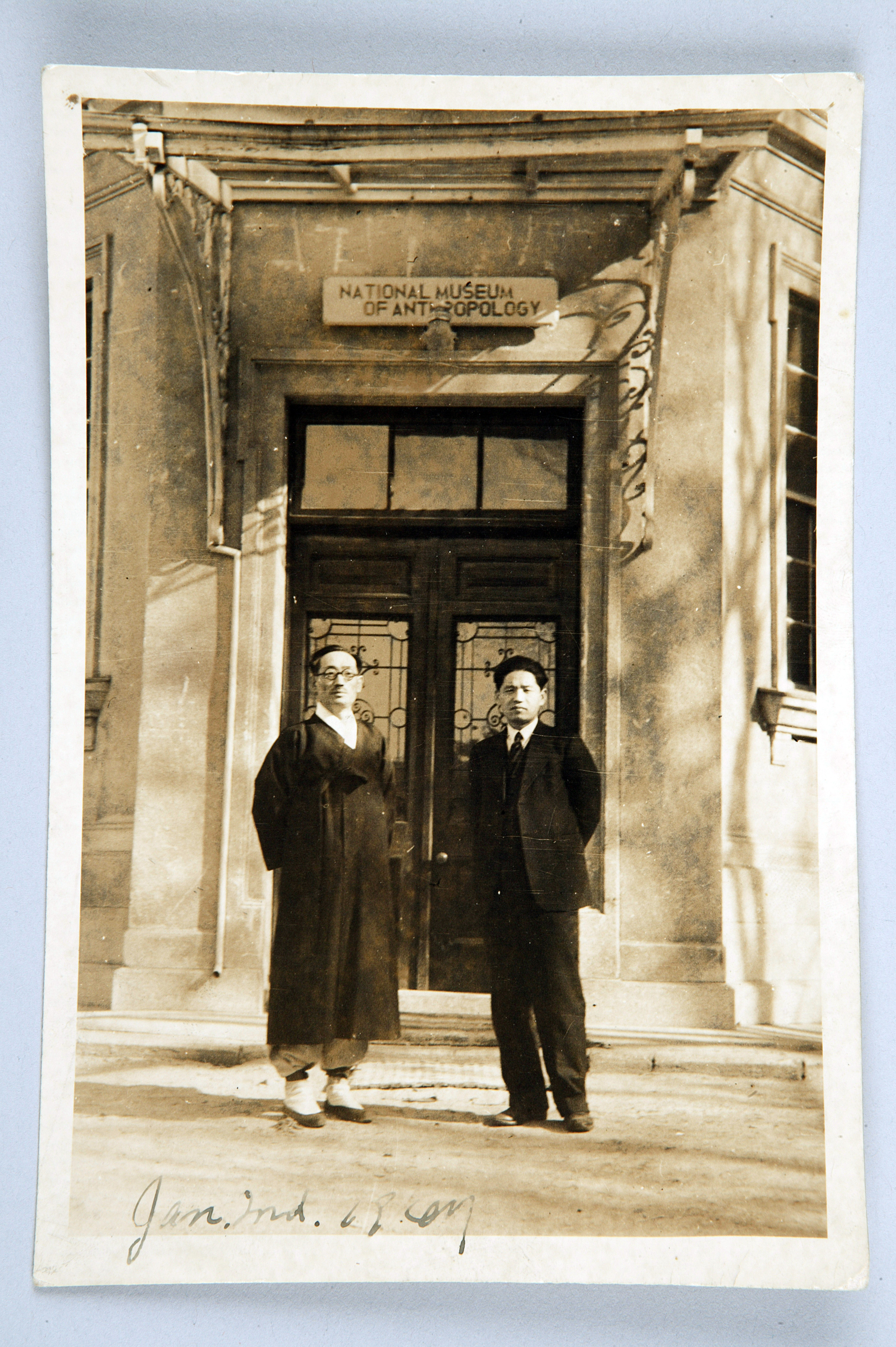
1947년 1월 2일 석남 송석하 선생이 남산에 있는 국립민속박물관의 전신인 국립민족박물관 앞에서 찍은 사진

- 1945년 11월 8일: 국립민족박물관 창립.
- 1946년 4월 25일: 국립민족박물관 개관.
- 1950년 12월: 국립박물관에 흡수 통합되어 남산 분관으로 개편.
- 1966년 10월 4일: 문화재관리국 소속 한국민속관으로 개편(경복궁 내 수정전).
- 1975년 4월 11일: 한국민속박물관 개관(경복궁 내 구 현대미술관 건물).
- 1979년 4월 13일: 국립중앙박물관 소속 국립민속박물관으로 직제 개편.
- 1992년 10월 30일: 문화부 제1차 소속 국립민속박물관으로 직제 개편.
- 1993년 2월 17일: 현 건물(구 국립중앙박물관 청사)로 이전 개관.
- 1993년 3월 6일: 문화체육부 소속으로 변경.
- 1998년 2월 28일: 문화관광부 소속으로 변경.
- 1999년 5월 24일: 유뮬과학과 신설.
- 2000년 7월 1일: 섭외교육과 신설.
- 2003년 2월 17일: 어린이박물관 개관.
- 2004년 11월 11일: 관리과를 민속기획과로 명칭 변경.
- 2008년 2월 29일: 정부 조직 개편에 따라 문화체육관광부 소속으로 변경.
- 2009년 5월 4일: 국립민속박물관 제2차 소속기관으로 어린이박물관 신설.
- 2010년 2월: 국립어린이박물관 폐지 및 어린이박물관과 신설.
- 2021년 7월 23일: 국립민속박물관 파주 개관.

## 관람안내
사전 예약 없이 관람할 수 있다. 

### 관람시간
- 3월 ~10월:  09:00~18:00
- 11월 ~ 2월: 09:00~17:00

관람 종료 1시간 전에 입장 마감된다.

### 야간연장개관
- 3월~10월: 매주 토요일 09:00~20:00
- 11월~2월: 야간연장 미운영

### 휴관일
매년 1월 1일, 설 당일, 추석 당일

### 입장료(관람료)
무료 (경복궁 관람은 유료)

## 전시

### 상설전시
- 제1전시관(한국인의 오늘)

케이컬쳐(K-Culture)에 대해 보여준다. K에는 우리가 공유해 온 일상생활과 민속문화가 담겨 있다. 그 중 예로부터 오늘날까지 이어온 '물건', 공유한 '취향', '함께'의 순간을 꼽아 K로 선보인다.
- 제2전시관(한국인의 일 년)

19세기부터 20세기까지 한국인의 일 년 생활상을 전시하고 있다. 계절과 시간의 흐름에 따라 되풀이된 한국인의 삶의 모습을 그렸다.
- 제3전시관(한국인의 일생)

조선시대(1392~1910)에서 현대까지 한국인이 태어나 죽을 때까지 겪게 되는 주요한 과정을 전시하고 있다.
- 야외전시

열두띠동상, 수표, 돌하르방, 정주목과 정낭, 오촌댁, 장승동산, 효자각, 7080추억의 거리, 연자방아, 문·무인석, 인쇄소, 회격묘, 물레방앗간, 나락뒤주
신라의 안압지, 황룡사 9층탑, 경복궁 근정전 등의 모형도 있다. 박물관 주변 이곳저곳에는 천하대장군과 지하여장군, 돌하루방, 연자방아 등의 전시물들이 있다.

### 기획전시
- 연도별 테마를 선정, 연 3~4회 개최

### 기증전시
민속박물관 제3전시실에는 기증유물을 위한 상설전시공간이 마련되어있다. 기증된 유물 가운데 주제를 정하여 매년4-5회의 작은 기증유물전을 열고 있다. 또한 개인의 소장품을 기꺼이 국민의 재산으로 내 놓으신 기증자들의 높은 뜻을 기리기 위해 특별 기획하여 만든 기증전인 특별전시회가 열린다.

### 국제교류전시
국제교류전시는 국제화시대에 발맞춰 해외에 한국의 이미지를 알리기 위한 전시이다.
예로 오사카 국립민족학박물관에서 아리랑 순회전이 열렸고 북경 주중한국문화원에서 대장금 북경나들이 등의 전시회가 개최되었다.

## 파주관 전시

### 기획전시
- 장황 복원 그리고 또 다른 보존, 복제
- 전시장소: 국립민속박물관 파주 1층 열린 보존과학실

## 교육 및 행사

### 교육
국립민속박물관은 전문가, 일반인, 외국인, 문화소외층, 청소년 등을 위한 교육 프로그램을 진행하고 있다. 또한 어린이박물관에서 전시, 교육, 연구, 교류 등의 영역에서 어린이를 위한 다양한 체험과 서비스를 제공하고 있다.

### 행사
국립민속박물관은 박물관을 찾은 국내외 관람객들을 위해 매주 주말에 우리민속한마당 공연을 개최한다. 또한 매달 마지막 수요일 '문화가 있는 날'에 문화공연을 개최하며 설날, 추석과 같은 명절과 입춘, 정월대보름, 단오와 같은 절기에 세시풍속행사를 개최한다.
- 토요상설공연: 1~12월 매주 토요일 오후 3시
- 일요열린민속무대: 봄, 가을에 운영(4~6월, 9~10월) 매주 일요일 오후 2시

## 조직

### 관장
- 민속기획과[9]
- 섭외교육과[10]
- 전시운영과[11][12]
- 민속연구과[11]
- 유물과학과[11]
- 어린이박물관과[11]

## 같이 보기
- 한국민속대백과사전
- 경복궁
- 대한민국의 박물관과 미술관 목록
- 대한민국의 국립 박물관 목록